# Nozo × Kimi
Nozo × Kimi (ノゾ×キミ?, Nozo × Kimi) è un manga scritto e disegnato da Wakō Honna, spin-off dell'opera Peep Hole. Serializzato sulla rivista Weekly Shōnen Sunday di Shogakukan dal 2011 al 15 aprile 2015, i capitoli della serie sono stati raccolti in quattro volumi pubblicati tra il 28 settembre 2012 e il 18 agosto 2014. Un adattamento animato in tre episodi OAV è stato prodotto dallo studio Zexcs e pubblicato tra il 2014 e il 2015.

## Trama
Durante una tipica giornata di scuola, il liceale Kimio Suga cerca d'impedire che due suoi compagni di classe s'infiltrino di nascosto negli spogliatoi femminili per spiare le ragazze mentre si cambiano. Tuttavia, dopo esserci riuscito, rimane accidentalmente dentro poco prima dell'arrivo delle studentesse e per proteggersi si nasconde in uno degli armadietti. La sua timida compagna di classe e vicina di casa Nozomi Komine lo apre e scopre il giovane, ma decide di tenere il tutto nascosto alle altre ragazze, rimaste ignare del fatto. La ragazza decide quindi di continuare a mantenere il segreto su quanto accaduto, ma in cambio costringe Kimio a tenere viva una "relazione segreta" nella quale i due sono tenuti a "mostrarsi l'un l'altro" per quello che sono davvero, in modo da poter rivivere ancora la stessa eccitazione provata quando lo ha scoperto.

## Personaggi
Kimio Suga (須賀ミキオ?, Suga Kimio)
Doppiato da Yūsuke Kobayashi
Protagonista della serie, è uno studente delle scuole superiori che vive con la madre in un appartamento. Non sopporta particolarmente la strana relazione che si ritrova ad avere con Nozomi, considerandola una vera e propria fonte di problemi.
Nozomi Komine (小嶺 ノゾミ?, Komine Nozomi)
Doppiata da Ayaka Suwa
È una delle compagne di classe di Kimio e sua vicina di casa. Prima di conoscere il ragazzo, Nozomi era alquanto impacciata nel socializzare con le altre persone per via del proprio carattere introverso. L'incontro imprevisto con Kimio negli spogliatoi le fa suscitare forti emozioni e, in cambio del proprio silenzio, decide di costringere il suo compagno di classe ad avere una "relazione" con lui nella quale devono mostrarsi ogni giorno all'altro i rispettivi lati nascosti.
Yūki Makino (牧野ユウキ?, Makino Yūki)
Doppiata da Shizuka Ishigami
È una studentessa frequentante la stessa scuola dei protagonisti e nell'anime è la prima a venire al corrente del loro particolare legame. Makino ha un complesso nei confronti del proprio seno grande, in quanto causa di odio e gelosia da parte delle altre ragazze. È questo problema ad attirare l'attenzione di Nozomi, che la invita sul tetto per rivelarle la natura del suo legame con Kimio, portandola a chiedere loro aiuto per risolvere il problema.
Michiru Sonoda (園田 ミチル?, Sonoda Michiru)
Doppiata da Maaya Uchida
È una compagna di classe di Kimio.
Mirei Watanuki (綿貫 ミレイ?, Watanuki Mirei)
Doppiata da Yū Serizawa
Murakami (村上?)
Doppiato da Taishi Murata
È un compagno di scuola di Kimio.
Tomita (富田?)
Doppiato da Jun Fukushima
È un compagno di scuola di Kimio.
Professore di ginnastica (女性体育教師?)
Doppiato da Tome Muranaka

## Media

### Manga
Scritto e disegnato da Wako Honna, Nozo x Kimi è stato serializzato sulla rivista di Shogakukan tra il 2011 e il 15 aprile 2015; i capitoli sono stati raccolti in otto volumi totali, anch'essi editi da Shogakukan per il Giappone.
| Nº | Data di prima pubblicazione | Data di prima pubblicazione | Data di prima pubblicazione |
| Nº | Giapponese                  | Giapponese                  |                             |
| -- | --------------------------- | --------------------------- | --------------------------- |
| 1  | 28 settembre 2012           | ISBN 978-4-09-123830-6      |                             |
| 2  | 18 ottobre 2013             | ISBN 978-4-09-124490-1      |                             |
| 3  | 18 giugno 2014              | ISBN 978-4-09-124672-1      |                             |
| 4  | 18 agosto 2014              | ISBN 978-4-09-125075-9      |                             |
| 5  | 18 novembre 2014            | ISBN 978-4-09-125369-9      |                             |
| 6  | 18 febbraio 2015            | ISBN 978-4-09-125597-6      |                             |
| 7  | 17 aprile 2015              | ISBN 978-4-09-125808-3      |                             |
| 8  | 18 giugno 2015              | ISBN 978-4-09-126156-4      |                             |

### Anime
Il ventiquattresimo numero del 2014 del settimanale Weekly Shōnen Sunday annunciò la futura pubblicazione di un episodio OAV ispirato al manga. Prodotto dallo studio d'animazione Zexcs, l'episodio è stato pubblicato in allegato all'edizione limitata del quarto volume del fumetto originale il 18 agosto 2014. Sul numero doppio 36/37 dello stesso anno di Shōnen Sunday fu in seguito annunciato l'arrivo di un secondo episodio OAV, pubblicato il 18 novembre 2018 insieme al quinto volume del manga. Un terzo ed ultimo OAV è stato pubblicato insieme all'edizione limitata del sesto volume del manga il 18 febbraio 2015.